# 市立函館病院
市立函館病院（しりつはこだてびょういん）は、北海道函館市にある病院（市区町村立病院）。愛称は「函病」（かんびょう）。

## 沿革
- 1859年（安政 6年）：箱館医学所として設立計画。
- 1860年（万延元年）：箱館医学所創設（現在弥生町8番地）。
- 1869年（明治 2年）：官立函館病院に名称変更。初代院長に馬島譲就任（明治10年11月退任）。
- 1872年（明治 5年）：開拓使医学校併設。
- 1878年（明治11年）：2代院長に深瀬鴻堂就任（明治24年4月退任）。
- 1882年（明治15年）：開拓使廃止、函館県となる。
- 1884年（明治17年）：県立函館病院に名称変更、医学校は県立函館医学校に名称変更。
- 1886年（明治19年）：県廃止北海道庁となる。函館病院を県立から庁立に移管。
- 1888年（明治21年）：函館医学校廃止。
- 1891年（明治24年）：公立函館病院に名称変更。3代院長に佐方潜蔵就任（明治24年7月退任）。4代院長に佐藤廉就任（明治27年2月退任）。
- 1894年（明治27年）：5代院長に中文雄就任（明治29年7月退任）。
- 1896年（明治29年）：6代院長に佐藤廉就任（明治33年5月退任）。
- 1899年（明治32年）：区政施行、区立函館病院に名称変更。
- 1901年（明治34年）：区立函館病院附属精神病室創設。
- 1904年（明治37年）：7代院長に饗場守三就任（明治40年9月退任）。
- 1908年（明治41年）：区立函館病院から精神病室が独立、区立函館精神病舎に名称変更。
- 1909年（明治42年）：8代院長に西村安敬就任（大正12年9月退任）。
- 1921年（大正10年）：区立函館精神病舎焼失により区立中ノ橋伝染病院、警察留置場に仮収容。区立中ノ橋伝染病院を増築、仮精神病舎設置。
- 1922年（大正11年）：市制施行、市立函館病院に移管。仮精神病舎を市立函館精神病院と改称。
- 1923年（大正12年）：9代院長に爾見淳太郎就任（大正15年4月退任）。
- 1924年（大正13年）：市立函館精神病院を函館市大字亀田村字柏野（現柏木町3番先）に新築移転、市立柏野病院と改称。
- 1926年（大正15年）：10代院長に山脇正次就任（昭和17年9月退任）。
- 1931年(昭和 6年）：市立柏野病院所在地が函館市柏木町に改正したことに伴い、市立柏木病院 と改称。
- 1942年（昭和17年）：11代院長に馬場達雄就任（昭和23年9月退任）。
- 1948年（昭和23年）：医療法施行、市立函館病院の設置科　内科・外科・産婦人科・小児科・眼科・耳鼻咽喉科・歯科・理学診療科となる。12代院長に橋本昌武就任（昭和55年3月退任）。
- 1955年（昭和30年）：病院増改築計画策定、昭和31年度～昭和35年。
- 1956年（昭和31年）：病院増改築事業着手。
- 1957年（昭和32年）：皮膚科設置。
- 1959年（昭和34年）：整形外科設置、消化器科設置、呼吸器科設置（内科より独立）。
- 1961年（昭和36年）：病院増改築5ヶ年事業完了、病院増改築第2次3ヶ年事業着手。
- 1962年（昭和37年）：循環器科設置。
- 1963年（昭和38年）：病院増改築第2次3ヶ年事業完了、放射線科設置、理学診療科廃止。市立柏木病院が市立函館病院との合併により市立函館病院分院と改称。
- 1965年（昭和40年）：病院併設隔離病棟を急性伝染病棟として許可35床。
- 1967年（昭和42年）：南病棟、RIセンター増改築。
- 1969年（昭和44年）：脳神経外科設置、泌尿器科設置、西病棟改築（救急センター設置）。
- 1970年（昭和45年）：第2外科（心臓外科）設置。
- 1972年（昭和47年）：臨床研修病院の指定・救急病院の認定を受ける。
- 1973年（昭和48年）：北病棟増改築。分院を函館市鱒川町に新築移転、呼称名　鱒川病院。
- 1976年（昭和51年）：分院所在地が町名変更により西旭岡町3丁目と改正、分院呼称名も旭岡病院と改称。
- 1978年（昭和53年）：病理研究検査科設置、臨床検査科設置、検査棟・手術棟増改築。
- 1980年（昭和55年）：分院敷地整備工事完成（農耕場・野球場・公園・散策路として整備）。13代院長に大槻弘就任（平成4年3月退任）。
- 1981年（昭和56年）：救命救急センターの指定を受ける。
- 1984年（昭和57年）：精神神経科設置，西病棟増築。
- 1985年（昭和60年）：地域センター病院の指定を受ける。
- 1988年（昭和63年）：外来管理病棟増築、神経内科設置。
- 1989年（平成元年）：健康管理センター開設、駐車場新設（A駐車場、3階建153台収容）。分院に精神科デイ・ケア専用施設新設。
- 1991年（平成 3年）：MRI室新設。
- 1992年（平成 4年）：14代院長に今谷英男就任（平成9年3月退任）。
- 1993年（平成 5年）：診療棟別館完成、リハビリテーションセンター設置。
- 1994年（平成 6年）：温熱療法室新設、地方センター病院の指定を受ける。
- 1995年（平成 7年）：中央採血室新設、市立函館病院建替基本構想案公表。
- 1996年（平成 8年）：血液管理室新設、エイズ治療拠点病院の指定を受ける。
- 1997年（平成 9年）：血液照射室、医薬品情報管理室（DIルーム）新設、新病院本棟工事着手。災害拠点病院の指定を受ける。15代院長に松嶋喬就任（平成15年11月退任）。
- 1998年（平成10年）：新病院精神病棟工事着手、臓器提供施設に選定される。
- 2000年（平成12年）：新病院竣工[3]、分院と統合、形成外科・矯正歯科・歯科口くう外科設置。新たに救急病院の認定を受け、老人性痴呆疾患センターに指定される。
- 2001年（平成13年）：市立函館病院基本理念を制定。
- 2003年（平成15年）：さい帯血移植実施施設の認定を受ける。新たに臨床研修病院の指定を受ける。16代院長に長谷川正就任（平成19年3月退任）。
- 2004年（平成16年）：非血縁者間骨髄移植実施施設および非血縁者間骨髄採取施設の認定を受ける。市町村合併により、函館市病院事業に恵山病院、南茅部病院が加わる。
- 2005年（平成17年）：リウマチ科設置、6階東病棟無菌室増設、市立函館病院基本理念を改正。
- 2006年（平成18年）：（財）日本医療機能評価機構の病院機能評価の認定を受ける（複合病院バージョン5）。函館市病院局が設置され、地方公営企業法の規定の全部が適用される。初代病院事業管理者に井上芳郎就任（平成22年3月退任）。
- 2007年（平成19年）：17代院長に吉川修身就任（平成22年3月退任）。がん診療連携拠点病院の指定を受ける。呼吸器外科、リハビリテーション科設置。消化器病センター設置。
- 2008年（平成20年）：呼吸器科・消化器科・循環器科を呼吸器内科・消化器内科・循環器内科に 診療科名を改める。乳腺外科・放射線治療科設置。DPC（診断群分類別包括評価）の導入。診療費等のクレジットカードによる納付開始。
- 2009年（平成21年）：医療連携業務および退院整理業務の一元化。医療情報企画課の設置。IMRT・RALS導入。外来問診センター設置。
- 2010年（平成22年）：2代病院事業管理者に吉川修身就任（平成30年3月退任）。18代院長に木村純就任。「なんでも相談コーナー」設置。血液内科・消化器外科・緩和ケア科設置。診療費等のコンビニ納付開始。
- 2011年（平成23年）：（財）日本医療機能評価機構の病院機能評価の認定を受ける（一般500床以上バージョン6）。東日本大震災に医療救護班を派遣。北海道社会貢献賞（地域医療功労者・救急医療功労者）受賞。
- 2012年（平成24年）：NPO法人卒後臨床研修評価機構の臨床研修評価の認定を受ける。シネアンギオ棟工事着手。
- 2013年（平成25年）：シネアンギオ棟運用開始。放射線治療装置の更新。臨床検査の国際標準規格ISO15189の認定を受ける。がん薬物療法認定薬剤師研修事業施設に指定。本棟整備工事着手。
- 2014年（平成26年）：病理診断科・救急科設置。ドクターヘリ就航準備のため、担当職員を配置。
- 2015年（平成27年）：道南ドクターヘリが就航開始[4][5]。治験センター設置。院長が全国自治体病院協議会北海道支部長に就任。「地域の医療を守る－市立函館病院」発刊。全国自治体病院学会in函館（学会長として開催）。本棟整備工事完了〈救命救急病棟運用開始、分娩再開〉。TAVI（経カテーテル大動脈弁置換術）を施行する施設として認定を受ける。
- 2016年（平成28年）：（公財）日本医療機能評価機構の病院機能評価の認定を受ける （主たる機能：一般病院2、機能種別版評価項目3rdG：Ver.１.１）。入院支援センター設置。脳死下臓器提供（当院2例目）。
- 2018年（平成30年）：地域医療支援病院の指定を受ける。3代病院事業管理者に氏家良人就任。19代院長に森下清文就任。
- 2019年（平成31年）：脳死下臓器提供（当院3例目）。2018年度「救命救急センター充実段階評価」。北海道・東北の32病院で初めて1位の評価を受ける。
- 2019年（令和元年）：5月1日新元号となる。医局移転（本棟から旧精神棟に移転）。患者サポートセンター開設（旧医局跡）。メディカルシミュレーションセンター開設（旧精神棟多目的室跡）。札幌医科大学と災害時における医師派遣に関する協定締結。
- 2020年（令和 2年）：新型コロナウイルス感染症拡大　2月陽性患者の受入を開始　4月全国に緊急事態宣言が発出される。化学療法室移転。
- 2021年（令和3年）：特定行為研修指定研修機関の指定を受ける。

## 機関指定
| 救命救急センター         | エイズ診療拠点病院 |
| 地方・地域センター病院   | 臨床研修病院       |
| 災害拠点病院             | 臓器提供施設       |
| 地域がん診療連携拠点病院 | 地域医療支援病院   |

## 診療科等
診療科
- 消化器内科
- 消化器外科
- 乳腺外科
- 循環器内科
- 呼吸器内科
- 呼吸器外科
- 心臓血管外科
- 整形外科
- 産婦人科
- 小児科
- 泌尿器科
- 脳神経外科
- 皮膚科
- 形成外科
- 眼科
- 精神神経科
- 耳鼻咽喉科
- 脳神経内科
- 放射線科
- 放射線治療科
- 麻酔科
- 血液内科
- 歯科・矯正歯科・口腔外科
- リハビリテーション科
- 救急科
- 緩和ケア科
- 病理診断科

専門外来
- しびれ・歩行障害外来

センター
- 救命救急センター
- 消化器病センター
- 人工腎センター
- 健診センター

部門
- 看護局
- 薬剤部
- 中央放射線部
- 中央検査部
- リハビリ技術科
- 臨床工学科
- 栄養管理科
- 医療安全管理室
- 感染管理室
- 治験センター
- 患者サポートセンター

## 施設認定
| 日本内科学会認定医制度教育病院 | 日本リハビリテーション医学会研修施設                    |
| 日本血液学会認定血液研修施設 | 日本婦人科腫瘍学会専門医制度指定修練施設                |
| 骨髄移植推進財団非血縁者間骨髄採取認定施設・移植認定診療科 | 日本眼科学会専門医制度研修施設                          |
| 日本消化器病学会専門医制度認定施設 | 日本泌尿器科学会泌尿器科専門医教育施設                  |
| 日本消化器内視鏡学会指導施設 | 日本麻酔科学会麻酔科認定病院                            |
| 日本肝臓学会認定施設 | 日本集中治療医学会専門医研修施設                        |
| 日本心血管インターベンション治療学会研修施設 | 日本救急医学会救急科専門医指定施設                      |
| 日本循環器学会認定循環器専門医研修施設 | 日本精神神経学会精神科専門医制度研修施設                |
| 経カテーテル的大動脈弁置換術専門施設（TAVR） | 日本病理学会病理専門医制度研修認定施設B                 |
| 日本呼吸器学会関連施設 | 日本臨床細胞学会認定施設・教育研修施設                  |
| 日本呼吸器内視鏡学会関連認定施設 | 日本臨床細胞学会施設認定                                |
| 日本小児科学会小児科専門医制度研修施設 | 日本がん治療認定医機構認定研修施設                      |
| 日本周産期・新生児医学会 周産期（新生児）専門医 暫定補完研修施設 | 日本静脈経腸栄養学会NST稼動施設                         |
| 日本神経学会専門医制度准教育施設 | 日本病院薬剤師会がん薬物療法認定薬剤師研修事業 研修施設 |
| 日本医学放射線学会放射線科専門医修練機関 | 日本緩和医療学会認定研修施設                            |
| 日本外科学会外科専門医制度修練施設（指定施設） | 日本航空医療学会認定制度認定指定施設                    |
| 日本消化器外科学会専門医修練施設 | 母体保護法指定医師研修施設                              |
| 日本消化器外科学会学会連携施設（腹腔鏡下肝切除術） | 肝がん・重度肝硬変治療研究促進事業指定医療機関          |
| 日本大腸肛門病学会認定施設 | 日本腹部救急医学会腹部救急認定医・教育医制度認定施設    |
| 日本外科感染症学会外科周術期感染管理教育施設 | 日本肝胆膵外科学会高度技能専門医修練施設B               |
| 日本乳癌学会専門医制度認定施設 新規 | 日本IVR学会専門医修練施設                               |
| 日本乳房オンコプラスティックサージャリー学会エキスパンダー実施施設 | 日本透析医学会教育関連施設                              |
| 日本乳房オンコプラスティックサージャリー学会インプラント実施施設 | 日本呼吸療法医学会専門医研修施設                        |
| ３学会構成心臓血管外科専門医認定機構基幹施設 | 日本急性血液浄化学会認定施設                            |
| 関連10学会構成ステントグラフト実施基準管理委員会ステントグラフト実施施設 －腹部大動脈瘤ステントグラフト実施基準による血管内治療の実施施設 －胸部大動脈瘤ステントグラフト実施基準による血管内治療の実施施設 | 輸血機能評価認定施設（I＆A制度認定施設）                |
| 浅大腿動脈ステントグラフト実施施設 | ISO15189認定臨床検査室                                  |
| 呼吸器外科専門医合同委員会関連施設 | 新型コロナウイルス（COVID-19）認定臨床検査室（PCR）     |
| 日本整形外科学会専門医研修施設 | 日本超音波検査学会認定精度認定制度認定施設              |
| 日本手外科学会認定研修施設（基幹） |                                                         |

## アクセス・駐車場
隣にはポールスターショッピングセンターが立地している。
- 函館バス「市立函館病院」バス停下車
- JR函館駅から車で約10分
- JR五稜郭駅から車で約5分
- 函館空港から車で約25分
- 津軽海峡フェリー乗り場から車で約5分
- 青函フェリー乗り場から約5分
- 駐車場511台（障害者専用12台）
- 駐輪場60台
- バスベイ2台
- タクシープール8台

## 関連施設
- 市立南茅部病院
- 市立恵山病院
- 市立函館病院高等看護学院
- 院内保育施設

### かつてあった関連施設
- 市立函館病院高砂町分院[6][7][8]
- 市立函館病院分院（呼称：鱒川病院→旭岡病院）[6]
- 康生病院[6]
- 赤川診療所[6]
- 湯川診療所[6]
- 銭亀沢診療所[6]